# 女王蜂 (横溝正史)
『女王蜂』（じょおうばち）は、横溝正史の長編推理小説。「金田一耕助シリーズ」の一つ。雑誌『キング』に連載され（1951年6月号 - 1952年5月号）、1952年講談社から『傑作長篇小説全集』第14として刊行。
作者は本作を自選ベスト10の9位に挙げてはいるが、自選は7位までで8位以下は文庫本の売れ行き順であり、「（8位以下の作品を）ベスト10に入れるとなると躊躇せざるをえない」とも記している。
本作を作者の代表作と見なす者は少ないが、華やかな人物配置や背景、20年に及ぶ因縁のドラマなどが好まれて映像化の機会が多く、映画2作品、テレビドラマ5作品が制作されている。

## あらすじ
1951年（昭和26年）5月、伊豆の南方にある月琴島で育てられた大道寺智子は、数日後に迎える18歳の誕生日に、祖母の槙と家庭教師の神尾秀子とともに、義父・大道寺欣造の住む東京の屋敷に引き取られることになっていた。智子は、東京行きの直前に、好奇心に駆られて別館の開かずの間に入ったところ、そこには血がついて折れた月琴があった。その頃、東京からの迎えとして月琴島出身の行者・九十九龍馬と金田一耕助が来訪する。
「月琴島からあの娘をよびよせることをやめよ」「19年前の惨劇を回想せよ。あれは果たして過失であったか。何人（なんびと）かによって殺されたのではなかったか。」という警告の手紙を読んだ欣造と、もう1人同じ警告の手紙が届けられた「覆面の依頼者」（名を明かせないという意味）から相談を受けた加納弁護士は、金田一に智子の護衛を依頼していた。金田一は加納弁護士に19年前の出来事とその後の顛末を聞き出す。
19年前、1932年（昭和7年）7月、学生だった速水欣造（現在の大道寺欣造）と友人の日下部達哉が月琴島を訪れ、滞在中に日下部は大道寺琴絵と契りを結ぶ。2人が島を去ったあとに妊娠に気付いた琴絵からの報せを受け、日下部は10月中旬に月琴島を再訪するが、彼はそこで崖から落ちて不慮の死を遂げる。状況は事故のように思われたが、日下部が島から「覆面の依頼者」宛に送った謹厳な手紙の中に、ふざけたような調子で蝙蝠をライカで撮って送ることが書かれていた。「覆面の依頼者」は、琴絵の子供を私生児にしないために欣造をくどいて名義上の結婚をさせ、これにより欣造は大道寺家の婿養子となった。しかし、琴絵は日下部との子供の智子が5歳の年に死去する。その後、欣造は「覆面の依頼者」の後援もあって、現在は実業界に羽振りを利かせる地位に就いているとのことであった。 
そうして、智子一行が月琴島から修善寺のホテル・松籟荘に到着すると、そこには欣造と蔦代、2人の間の子供の文彦が待っていた。その後、欣造の薦める智子の花婿候補である3人の男、遊佐三郎、駒井泰次郎、三宅嘉文も到着し、さらには謎の黒眼鏡をかけた老人と、謎の手紙で呼び出されたギリシャ彫刻風の見事な肉体を持つ多門連太郎と名乗る青年も松籟荘に泊まっていた。智子が手紙で時計台に呼び出されると、そこには遊佐が血にまみれで殺されていた。現場には多門もいたが、自分が来た時には遊佐は既に殺されていたと言い、智子の唇を奪うと、調べられると困るからと言って逃走し、謎の老人も姿を消していた。
さらにその翌朝、ホテルの庭番の姫野東作老人の絞殺死体が見つかった。調べにより、姫野は遊佐よりも先に殺されていたことが判明する。また、姫野が殺される小一時間前に、秀子が姫野と遊佐の会話を小耳に挟んでおり、その会話は19年前の月琴島での出来事らしきことと、「あいつは蝙蝠だ、実に変な蝙蝠だった」と姫野が言うものであった。それらにより、19年前の惨劇の秘密の一端を知るらしい姫野殺害が主で、「蝙蝠」と名指された人物が疑われるので遊佐の口も塞いだという構図が明らかになった。そして、遊佐と多門の会話を聞いていた文彦の証言から2人が元々知り合いであることなども判明した。さらに姿を消した謎の老人が加納弁護士の元へ駆け込んだこと、その人物は実は元・宮様の衣笠氏であることが判明した。加納弁護士は明らかにしないが、衣笠氏が「覆面の依頼者」であるらしい。
5月末に金田一は大道寺家を訪れ、日下部達哉が19年前にライカで撮影したネガを大きく引き伸ばした写真を一同に見せた結果、姫野は19年前の惨劇時に月琴島を訪れていた旅役者一座の座頭・嵐三朝であることが判明した。ところが、大道寺家を辞した金田一が闇夜の中、殺意を持った何者かの襲撃を受ける。しかも、気が付くと引き伸ばした写真もいつの間にか奪われていた。さらに、写真を引き伸ばしてもらった新日報社の宇津木の手からネガも奪われていた。しかし、このことにより写真には犯人にとって致命的な証拠が写っていたことが分かった。また、宇津木の調査により、日下部は衣笠宮の亡き第二王子で、智子は衣笠氏の孫であることも判明した。
そして6月6日、歌舞伎座で修善寺に集まったメンバーが全員参集する中、智子と多門が再会を果たす。2人の会話を盗み聞きしていた金田一は、2人を結び付けようとする人物がおり、その人物が衣笠氏らしいことを知る。そこへ2人の会話中に駆け込んできた宇津木が、今度は三宅が殺害されたとの報せをもたらす。

## 登場人物
- 金田一耕助（きんだいち こうすけ） - 私立探偵
- 等々力大志（とどろき だいし） - 警視庁警部
- 亘理（わたり） - 修善寺警察署署長
- 工藤（くどう） - 下田警察署署長
- 宇津木慎介（うつぎ しんすけ） - 新日報社調査部社員、金田一の同郷の後輩。
- 大道寺鉄馬（だいどうじ てつま） - 源頼朝の血を引くという伝承を持つ旧家の先代。故人
- 大道寺槙（だいどうじ まき） - 鉄馬の妻。
- 大道寺琴絵（だいどうじ ことえ） - 鉄馬の娘、智子が5歳の時に死亡。
- 大道寺欣造（だいどうじ きんぞう） - 琴絵の夫（婿養子）。智子を私生児にしないために戸籍上夫婦になったに過ぎず、智子と血の繋がりは無い。
- 大道寺智子（だいどうじ ともこ） - 琴絵の娘、絶世の美女。
- 大道寺文彦（だいどうじ ふみひこ） - 欣造と蔦代の息子、義理の姉にあたる智子を慕う。
- 蔦代（つたよ） - 元大道寺家女中、欣造の愛人（実質的には妻）で文彦の実母。
- 神尾秀子（かみお ひでこ） - 琴絵・智子の家庭教師、美人で編み物が好き。
- 伊波良平（いなみ りょうへい） - 大道寺家執事、蔦代の兄。
- 九十九龍馬（つくも りゅうま） - 月琴島出身、加持祈祷の行者で、政財界にも影響力を持つ怪人物。
- 遊佐三郎（ゆさ さぶろう） - 智子の婿候補者の一人、時計室で刺殺される。
- 駒井泰次郎（こまい たいじろう） - 智子の婿候補者の一人。
- 三宅嘉文（みやけ よしぶみ） - 智子の婿候補者の一人。
- 姫野東作（ひめの とうさく） - ホテル松籟荘使用人、絞殺死体で見つかる。
- 衣笠智仁（きぬがさ ともひと） - 元宮様、ホテル松籟荘の前の持ち主。
- 日下部達哉（くさかべ たつや） - 欣造の友人で智子の本当の父、正体は衣笠宮の第二王子・智詮（ともあきら）。19年前、学生のときに島を訪れ琴絵と結ばれるが、謎の死を遂げる。
- 多門連太郎（たもん れんたろう） - 特攻隊帰りですさんだ生活をしている。美貌で優れた肉体美を持ち、遊佐と面識がある。
- カオル - 連太郎の恋人、キャバレー「赤い梟」のダンサー。
- 加納辰五郎（かのう たつごろう） - 加納法律事務所所長

## 映画

### 1952年版
『毒蛇島綺談 女王蜂』は1952年2月1日に公開された。大映配給、監督は田中重雄、主演は岡譲二。
月琴島は毒蛇島と名が変わっており、琴絵は智子を産んで間もなく投身自殺している。原作とは逆に智子は東京で育って成人後に島を訪れようとしており、同行しようとした恋人の沢村に脅迫状が送られてきて、沢村が先輩にあたる金田一に調査依頼した。智子の婿選びという要素は無い。日下部殺害に関する設定は概ね原作通りである。
原作で金田一が土手の上から突き落とされて負傷するという場面があるが、本作では銃で撃たれ生死不明、さらに銃弾が命中したはずなのになぜ助かったのかの説明もなくクライマックスで変装をして現れ推理を披露するという、後の「土曜ワイド劇場」の『江戸川乱歩の美女シリーズ』を先取りしたような作りになっている。
キャスト
- 金田一 / 千木良兼吉（偽） - 岡譲二
- 神尾秀子 - 荒川さつき
- 速水欣造 - 森雅之
- 大道寺智子 / 琴絵 - 久慈あさみ
- 日下部達哉 - 船越英二
- 大道寺鉄馬 - 見明凡太郎
- 大道寺槇 - 瀧花久子
- 沢村光一 - 菅原謙二
- 九十九龍馬 - 加原武門
- 遊佐三郎 - 水原洋一
- 伊庭良平 - 植村謙二郎
- お蔦 - 小林三保
- 嵐三朝 - 星光
- 千木良兼吉 - 斎藤紫香
- 三原町子 - 由利恵子

スタッフ
- 原作 - 横溝正史『女王蜂』
- 監督 - 田中重雄
- 脚本 - 倉田勇
- 撮影 - 渡邊公夫
- 音楽 - 斎藤一郎
- 製作会社 - 大映東京
- 配給 - 大映

### 1978年版
1978年2月11日に公開された。東宝、監督は市川崑、主演は石坂浩二。
この映画では舞台が東京から京都に変更されているほか、月琴島が伊豆山中の「月琴の里」に変更されている。この映画の放映時期に合わせるように、漫画化作品も出版された。市川・石坂による金田一シリーズの過去3作の犯人役を総出演させての豪華キャスト、カネボウとのタイアップなど話題作りなどでヒットしたが、日程がタイトでベテラン松林宗恵がB班監督として協力した。

## テレビドラマ

### 1978年版
『横溝正史シリーズII・女王蜂』は、TBS系列で1978年8月12日から8月26日まで毎週土曜日22時 - 22時55分に放送された。全3回。毎日放送・三船プロ。
以下のような重大な変更があるが、それ以外では原作の設定を概ね踏襲している。
- 全事件が月琴島内で完結している。時計台や九十九道場も島内にあり、姫野東作は大道寺家で働いている。速水欣造は大道寺に婿入りしておらず、単に成人（18歳ではなく20歳）した智子を養女として引き取ることになっていたのみである。
- 智子の血統（日下部達哉の正体）に関する設定が無い。したがって指輪のトリックも無く、蝙蝠の比喩が達哉の手紙に出てくる設定も無い（姫野東作の科白に出てくるのみ）。
- 智子の婿選びという要素が無い。原作の3人の候補のうち遊佐三郎のみが島の青年として登場し、単に姫野東作から秘密を聞いたという理由で殺害される。また、三宅嘉文に代えて頼朝研究の学生・多門連太郎が毒殺される。
- 浴室を利用した籠ぬけのトリックは無い。鏡に口紅の脅迫文は智子の自室に記されており、神尾秀子の仕業だった。
- 多門毒殺直後に智子の依頼で金田一が開かずの間に入るが、殴打されて鍵を奪われる。錠を壊して再度入ると月琴と血痕が撤収されていた。このとき挙動不審だった九十九を金田一が罠にかけて撤収されていたものを持ち出させ、20年前の事件について白状させる。それを立ち聞きしていた智子が九十九を訪ね、九十九殺害事件へ展開する。抜け穴は頼朝伝説の元になった史実に関係するものと金田一が推定する。
- 日下部殺害直前の嵐三朝一座の写真が奪われる展開は無い。
- 編み物符号の暗号は無く、毛糸の玉は単に姫野東作殺害の小道具に過ぎない。
- 神尾秀子は欣造の罪をかぶるためではなく、自殺を阻止された欣造に恥をかかせないために射殺する。

キャスト
- 金田一 - 古谷一行
- 日和（警部） - 長門勇
- 神尾秀子 - 岡田茉莉子
- 大道寺智子 - 片平なぎさ
- 多門連太郎 - 夏夕介
- 速水文彦 - 坂東正之助
- 大道寺槇 - 南美江
- 速水蔦代 - 岩本多代
- 遊佐三郎（漁師） - 赤塚真人
- 山下（巡査） - 三谷昇
- 姫野東作（嵐三朝） - 田中春男
- 九十九龍馬 - 川合伸旺
- 大道寺琴絵（大道寺家の娘・故人） - 斉藤恵子
- 香月写真館の店主 - 天草四郎
- 日下部達哉 - 菊池太
- 速水欣造 - 神山繁

スタッフ
- 企画 - 角川春樹事務所、毎日放送
- プロデューサー - 青木民男（毎日放送）、伊藤満
- 脚本 - 石松愛弘
- 音楽 - 真鍋理一郎
- 撮影 - 山田一夫
- 美術 - 植田寛、石田良之
- 美粧 - 山田かつら店
- 衣装 - 京都衣装
- 現像 - 東洋現像所
- 協力 - 下田聚楽ホテル
- 主題歌 - 茶木みやこ「あざみの如く棘あれば」
- 監督 - 富本壮吉
- 制作 - 毎日放送、三船プロダクション

| 毎日放送 横溝正史シリーズII       | 毎日放送 横溝正史シリーズII        | 毎日放送 横溝正史シリーズII          |
| 前番組                            | 番組名                             | 次番組                               |
| --------------------------------- | ---------------------------------- | ------------------------------------ |
| 夜歩く （1978年7月22日 - 8月5日） | 女王蜂 （1978年8月12日 - 8月26日） | 黒猫亭事件 （1978年9月2日 - 9月9日） |

### 1990年版
秋のドラマスペシャル『横溝正史傑作サスペンス・女王蜂』としてテレビ朝日系列で1990年10月2日（19時 - 21時48分）に放送された。
旧皇族・衣笠家が旧華族・朝倉家に変更されて当主は女性であること（1978年版映画と類似の設定変更）、琴絵が智子を産んだ直後に病死していること、頼朝伝説のヒロインの名が登茂（とも）であること、等々力警部も月琴島出身という設定であることなど人物関係に若干の変更があるが、ストーリーはほぼ原作通りで、娯楽性が高い演出が施されている。なお、遊佐死体発見後に時計が動き出したとき、遊佐の首が巻き込まれて飛ぶという、1978年版映画に類似する描写がある。
キャスト
- 金田一 - 役所広司
- 等々力（警部） - 石立鉄男
- 神尾秀子 - 小川知子
- 大道寺智子 / 琴絵 - 井森美幸
- 大道寺欣造 - 大出俊
- 多門連太郎 / 日下部達哉 - 川崎麻世
- 九十九乙郎 - 寺田農
- 嵐三朝 - 梅津栄
- 遊佐三郎 - 清水善三
- 文彦 - 服部賢悟
- 吉田茂（巡査） - なべおさみ
- 加納（弁護士） - 長門裕之
- 朝倉柳子 - 河内桃子

スタッフ
- 脚本 - 長坂秀佳
- 音楽 - 岩間南平
- 監督 - 井上 昭
- 制作 - 東映、ANB

### 1994年版
『名探偵・金田一耕助シリーズ・女王蜂』は、TBS系列の2時間ドラマ「月曜ドラマスペシャル」（毎週月曜日21時 - 22時54分）で1994年4月4日に放送された。
原作の登場人物や人物関係の多くを継承しているが、ストーリーは大幅に変更されている。昭和27年の事件という設定である。
月琴島は奈良県内の「月琴の里」に変えられている。源頼朝伝説は応仁年間に大納言・今出川公久の妻・貴子が夫と大道寺の姫・多衣（この名のみ原作通り）との浮気現場に乗り込み月琴を弾いていた夫を殺害した結果自分も返り討ちにあったという「貴子様伝説」に変えられ、それが地名の由来にもなっているという設定で、花婿候補の殺害は「貴子様」の扮装で実行された。
欣造は奈良の大財閥当主である。元は姫路の大地主の息子だった日下部達哉に随行していた小作農で、琴絵と恋仲になり妊娠を知って喜んでいた日下部を殺害して大道寺家に強引に婿入り、さらに琴絵そっくりに成長した智子を強姦、秀子が選んだ智子の花婿候補を使用人・印南連太郎に命じて次々に殺害させたうえ印南も口封じのために殺害するなど極悪非道の設定になっている。秀子は大道寺家の金庫番であり、欣造と男女関係であるのみならず、智子の花婿候補3名や殺害実行犯・印南も誘惑して関係を持っている。金庫番の立場を利用して大道寺家の財産を自分の名義に書き換えたことを終盤で欣造に暴露して関係継続を迫り、欣造に殺害される。
智子は学生時代に恋人との仲を欣造に財力で引き裂かれており、花婿候補たちも欣造に妨げられることを予期し、月琴の里から遠ざけようと3人の候補と欣造に同じ内容の脅迫状を送りつけていた。欣造に復讐する機会を以前から覗っており、秀子の霊前で誘惑して月琴で撲殺、遺書を偽造し、日下部を殺害した崖で投身自殺したように偽装した。金田一に見破られて全てを告白し、同じ崖から投身自殺する。
キャスト
- 金田一 - 古谷一行
- 神尾秀子 - 沢田亜矢子
- 大道寺智子 / 琴絵 - 墨田ユキ
- 大道寺欣造 - 原田芳雄
- 遊佐三郎 - 嵯峨周平
- 印南連太郎 - 粟津號
- 亀山（警部） - 名古屋章
- 駒井泰次郎 - 藤原考一
- 三宅嘉文 - 清水冠助

スタッフ
- 企画 - 大下晴義
- プロデューサー - 細井保伯、樋口祐三、成合由香
- 脚本 - 和久田正明
- 音楽 - 真鍋理一郎
- 撮影 - 宮島正弘
- 照明 - 中岡源権
- 美術 - 丸井一利
- 録音 - 小西進
- 編集 - 谷口登司夫
- 制作協力 - 映像京都
- 企画協力 - 角川書店、かとう企画
- 監督 - 関本郁夫
- 制作 - 東阪企画、TBS

### 1998年版
『横溝正史シリーズ・女王蜂』は、フジテレビ系列の2時間ドラマ「金曜エンタテイメント」（金曜日21時 - 23時8分）で1998年4月17日に放送された。
月琴島ではなく岡山県久米郡にある月琴の里が舞台であり、ストーリーは大幅に変更されている。
- 大道寺家が頼朝伝説のヒロイン・多衣の末裔で密貿易で栄えた過去があるというのは原作通りだが、その多衣が遠く岡山県まで逃げてきたという設定であり、近年では代々養蜂業で君臨しており、事件以前から女主人が「女王蜂」と呼ばれている。神尾家は頼朝伝説の際に北条政子に通じて多衣を裏切った家臣の子孫で、琴絵の父の代に至って赦免された恩義がある。
- 19年前の事件は原作通り欣造の犯行だが、最近の殺人は秀子による犯行である。日下部と速水は京都帝大生だった。日下部の正体に関する設定は無く、衣笠宮や加納弁護士は登場しない。日下部は時計台で琴絵と逢っているときに、本来の時刻より早く鐘が鳴って落ちてきた分銅で殺害されており、密室トリックは無い。速水は単に偽名で近在に宿泊しており、蝙蝠のトリックは無い。姫野東作は単なる大道寺家の下働きである。
- 時計台は事件後に琴絵が施錠して開かずの間になっていた。死んだ猫を琴絵の墓に並べて埋葬しようとした智子が、血痕のついた月琴、開かずの間の鍵、編物符号の暗号をまとめて掘り出す。
- 智子は実は欣造と秀子の娘だが、19年前に事件のショックで記憶喪失に陥った琴絵が自分と日下部の子と思い込んでおり、秀子も智子の将来のためにそのように装っていた。欣造は自分の実子だとは知らず、琴絵の面影を見て密かに恋慕している設定も無い。
- 琴絵は事件の2か月前に鐘が鳴ったため19年前の記憶を部分的に取り戻し、1か月前に混乱して秀子を襲ったため過剰防衛で殺害してしまい、欣造を守るため自殺に偽装していた。
- 琴絵は殺害される前に、記憶に基づく推理小説の前半原稿を、金田一の探偵譚を出している出版社に送っており、後半が送られてこないため出版社が連絡をとり、自殺騒ぎと19年前の事件が判明したため金田一に調査を依頼した。金田一への襲撃は、この原稿の内容を確認する目的で行われる。
- 九十九は大道寺家の経営指南を代々任されている。自殺偽装を目撃して秀子を恐喝したため、防空壕跡に呼び出されて足を踏み入れると天井からナイフが落下してくる罠で早々に殺害される。
- 智子の婿選びは無く、冒頭で欣造が遊佐1人だけを候補として連れてきた。欣造は月琴の里から完全に引き払おうと考えており、智子を京都へ引き取る準備を進めていた。蔦代の苗字は「大原」で、欣造の愛人として公然と随行している。遊佐は智子と強引に関係を持って「既成事実」を作ろうとしていたことを知った秀子に殺害される。
- 多門連太郎は松山芸術大学の学生で、卒業制作の絵を描きに月琴の里を訪れて智子と恋に落ちていた。手紙のやりとりで京都へ引き取られることを知って再来し、ハーモニカを合図に時計台で密会していた。
- 編物符号の暗号は編めない部分をつなぐと文字になっていてアナグラムで読める方式（1978年版映画と同様）で「紫の玉」を示しており、紫の毛糸球の中には推理小説の続きが入っていた。
- 智子や秀子らが口ずさむ子守歌を八千代（磯川の姪で音楽教師）が地元の伝承歌として採譜しており、自分の子ではない子を育てる哀愁の歌だと知ったことから金田一は真相に気付く。
- 秀子は欣造を時計台に監禁しており、19年前と同じ仕掛けで殺害する。それに気付いた金田一が現場へ急いだ隙に秀子は服毒自殺した。

キャスト
- 金田一 - 片岡鶴太郎
- 神尾秀子 - 池上季実子
- 大道寺智子 - 初瀬かおる
- 大道寺琴絵 - 筒井真理子
- 大道寺欣造 - 細川俊之
- 多門連太郎 - 中山俊
- 九十九龍馬 - 鶴田忍
- 遊佐三郎 - 伊集院光
- 蔦代 - 二宮さよ子
- 磯川（警部） - 加藤武
- 磯川八千代 - 牧瀬里穂

スタッフ
- 企画 - 清水賢治、瀧山麻土香
- プロデューサー - 高橋萬彦
- 脚本 - 佐伯俊道
- 音楽 - 石田勝範
- 撮影 - 木村祐一郎、川村明弘
- 照明 - 井上武、長谷川克己
- 美術 - 丸井一利
- 音声 - 菊池正嗣、助川洋昭
- 編集 - 松竹利郎
- 方言指導 - 高村尚枝、小林由利
- 祈祷指導 - 阪本漢山
- 題字 - 片岡鶴太郎
- 演出 - 福本義人
- 企画協力 - 角川書店
- 制作 - 共同テレビジョン、フジテレビ

### 2006年版
『金田一耕助シリーズ・女王蜂』は、フジテレビ系列の2時間ドラマ「金曜エンタテイメント」（金曜日21時 - 23時22分）で2006年1月6日に放送された。
ストーリーはほぼ原作通り進行していくが、登場人物が何人か省かれている。ただし他の映像化では登場しないか、または皇族男性から華族女性に変更されている衣笠宮が原作通りに登場する。多門連太郎は衣笠家別当の孫ではなく衣笠自身の甥である。三宅嘉文が登場せず3人目の婿候補が九十九龍馬になっている。また、原作では殺害されなかった駒井泰次郎が歌舞伎座で殺害される。金田一への襲撃は歌舞伎座で奈落に突き落とされる形に変更されている。
『女怪』の原作の冒頭部に類似する状況で、冒頭で金田一がこのシリーズの前作『八つ墓村』で謝礼として受け取った大判を元手に横溝正史を温泉旅行に誘い、偶々宿泊したホテルで最初の事件に遭遇したことから事件に関わる。 
キャスト
- 金田一 - 稲垣吾郎
- 横溝正史 - 小日向文世
- 神尾秀子 - 手塚理美
- 大道寺智子 / 琴絵 - 栗山千明
- 大道寺欣造 - 石橋凌（若い頃：波岡一喜）
- 多門連太郎 - 及川光博
- 衣笠宮智仁 - 高橋昌也
- 九十九龍馬 - 杉本哲太
- 伊波良平 - 並樹史朗
- 大道寺文彦 - 染谷将太
- 遊佐三郎 - 青木伸輔
- 今井（支配人） - 徳井優
- 駒井泰次郎 - 池内万作
- 日下部達哉 - 萬雅之
- 橘（署長） - 塩見三省

スタッフ
- 企画 - 荒井昭博、和田行、保原賢一郎
- プロデューサー - 稲田秀樹、川上一夫
- 脚本 - 佐藤嗣麻子
- 音楽 - 佐橋俊彦
- 撮影 - 大石弘宜
- 照明 - 田中雄哉
- 美術 - 柳川和央
- 音声 - 山成正己
- 編集 - 河村信二
- 協力 - ベイシス、東宝スタジオ
- 演出 - 星 護
- 制作 - フジテレビ